# Nuovo circolo degli scacchi
Il Nuovo circolo degli scacchi è un club per gentiluomini che riunisce rappresentanti dell'aristocrazia romana. Riunisce oggi gli esponenti di quelle che furono note come nobiltà nera e nobiltà bianca, costituite rispettivamente dai nobili restati fedeli al pontefice Pio IX e dagli aristocratici che accettarono l'avvento di casa Savoia.

## Storia
Il "Circolo degli scacchi" venne fondato a Roma nel 1872 nel palazzo Costa, presso la chiesa di San Marcello al Corso. Nel 1884 si trasferì nel palazzo Torlonia a piazza Venezia sino al 1889 ed infine nel palazzo Pericoli al Corso.
Nel 1907 vi si unì il "Circolo dell'unione". 
Nel 1906 nacque a Roma il "Nuovo circolo", costituito da alcuni soci staccatisi dall'antico e prestigioso Circolo della caccia.  Ebbe sede nel palazzo Odescalchi al Corso e nel 1912 si trasferì a palazzo Sciarra.
Nel 1916 il "Nuovo circolo" si unì al "Circolo degli scacchi", dando così vita al club attuale, il "Nuovo circolo degli scacchi". 
Il "nuovo" circolo ebbe diverse sedi nel corso degli anni:
- Palazzo Sciarra (1916 - 1922);
- Palazzo Fiano (1923 - 1990);
- Palazzo Rondinini al Corso ( 1990 - 2023);
Da settembre 2023, il Circolo si sposta nel prestigioso Palazzo Altieri.

## Attività
Il circolo ha 683 soci, tutti uomini.